# Lies So Deep
«Lies So Deep es el decimonoveno sencillo del artista inglés de música electrónica Andy Bell. Es el quinto sencillo lanzado a modo de teaser del álbum Ten Crowns el cual realizó en colaboración con Dave Audé. 

Lies So Deep es un dueto compuesto por Andy Bell y Sarah Potenza 
 

## Lista de temas
1. Lies So Deep